# Vankiva distrikt
Vankiva distrikt är ett distrikt i Hässleholms kommun och Skåne län. 
Distriktet ligger norr om Hässleholm. 

## Tidigare administrativ tillhörighet
Distriktet inrättades 2016 och utgörs av socknen Vankiva i Hässleholms kommun.
Området motsvarar den omfattning Vankiva församling hade vid årsskiftet 1999/2000.